# 山口左一
山口 左一（やまぐち さいち、1875年（明治8年）6月26日 - 1936年（昭和11年）9月8日）は、大正から昭和時代前期の政治家、実業家。衆議院議員。神奈川県中郡高部屋村長。

## 経歴
山口左七郎の長男として、神奈川県、のちの中郡高部屋村（伊勢原町を経て現伊勢原市）に生まれる。1912年（明治45年）2月に家督を相続する。
同志社卒業。農業を営む傍ら、高部屋村収入役、同村長、同村会議員、所得税調査委員、中郡農会副会長、県農会議員、帝国農会議員を歴任した。
実業界では産業組合中央会県支会副会長、伊勢原銀行頭取、伊勢原電気、横浜興業信託、相武電力、神奈川県農工銀行各取締役、相模銀行、農工信託各監査役を務めた。
1924年（大正13年）5月の第15回衆議院議員総選挙では神奈川県第6区から出馬し当選。衆議院議員を1期務めた。在任中は中正倶楽部に所属した。

## 親族
- 父：山口左七郎（実業家、衆議院議員）[1]